# Dean Kamen

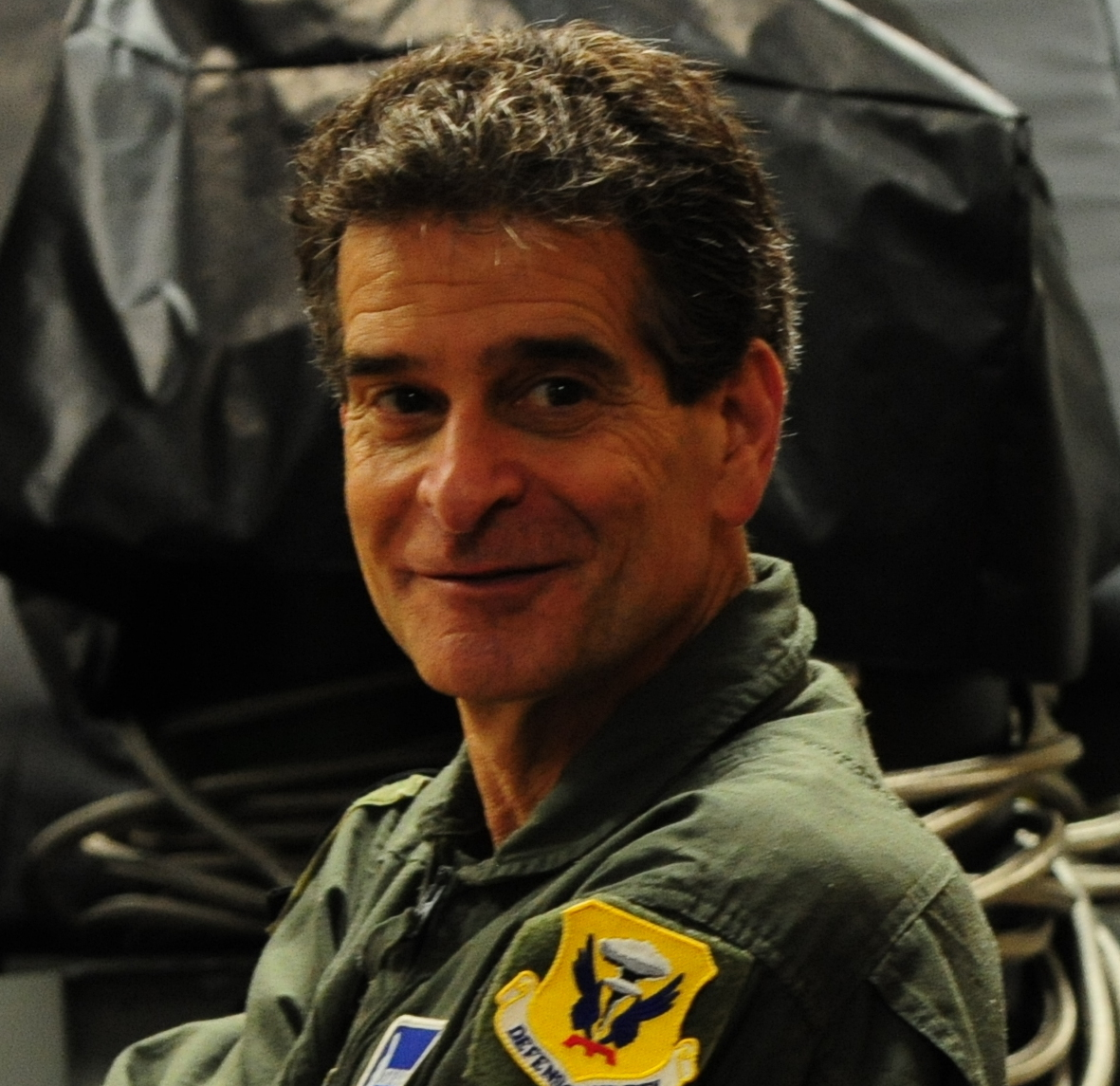
Dean L. Kamen w Whiteman Air Force Base (2016)

Dean Lawrence Kamen (ur. 5 kwietnia 1951 w Rockville Centre) – amerykański wynalazca i przedsiębiorca, założyciel firmy DEKA oraz współzałożyciel organizacji FIRST. 

## Wynalazki Kamena
- automatyczna strzykawka dla chorych na cukrzycę;
- aparat do dializy;
- iBOT 3000 Mobility System – jednoosobowy pojazd z napędem przypominający wózek inwalidzki;
- Segway Human Transporter (IT, Ginger) – nowy typ elektrycznego pojazdu jednoosobowego;
- ekonomiczne urządzenie do oczyszczania wody poprzez jej odparowanie wykorzystujące silnik Stirlinga.